# Moto Guzzi V7

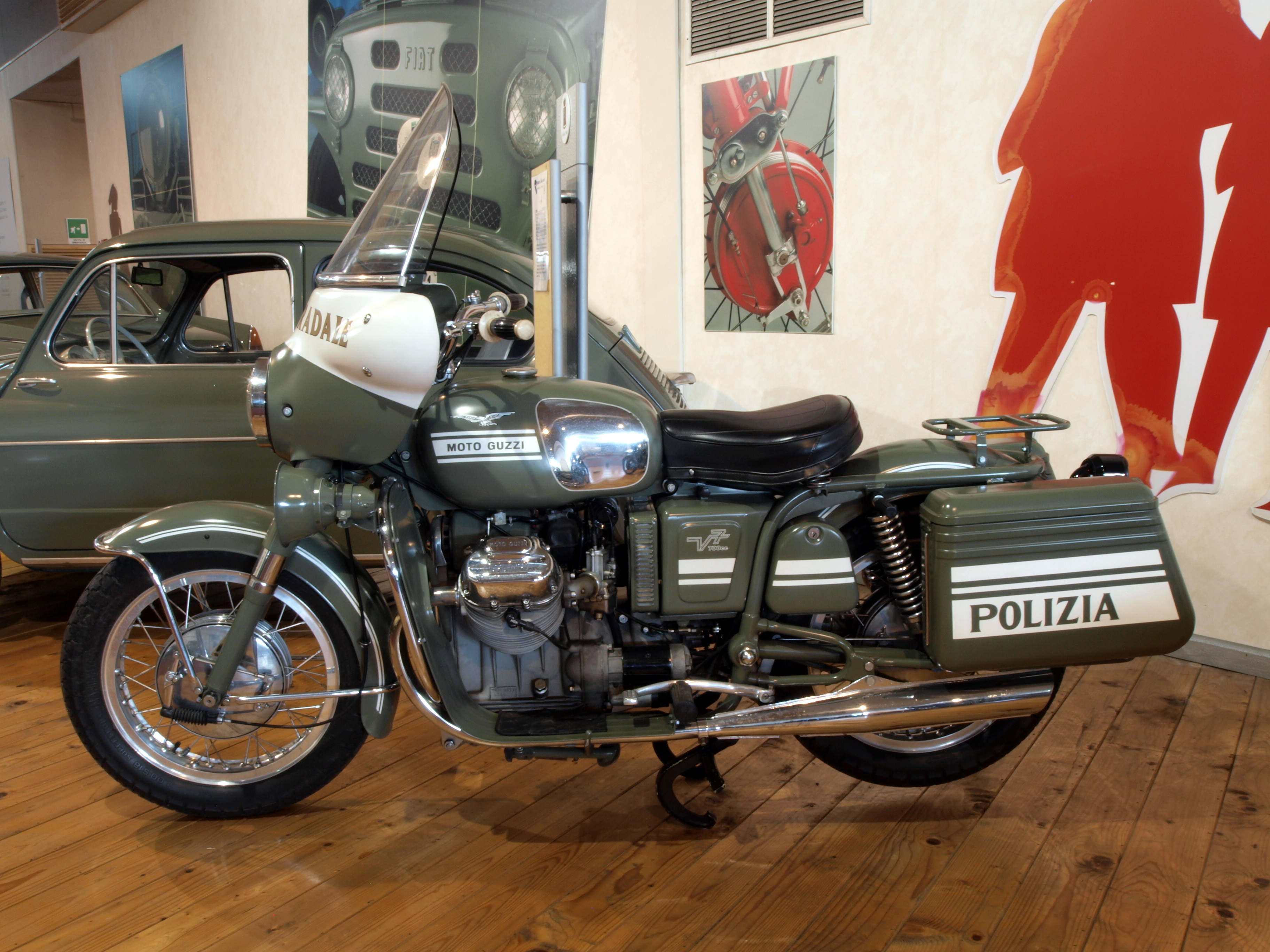
V7 Polizia (1971)

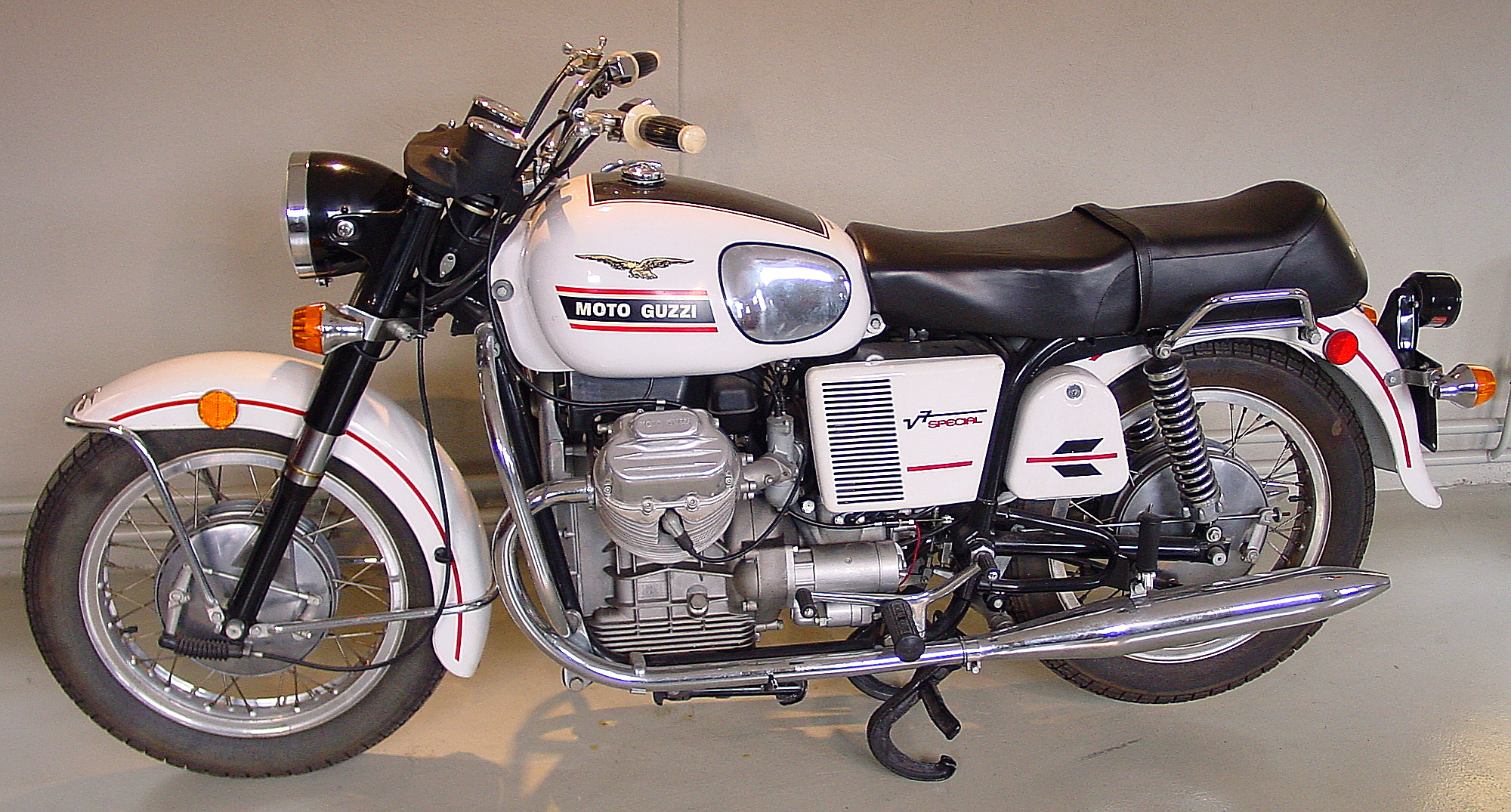
V7 Special (1969–1971)

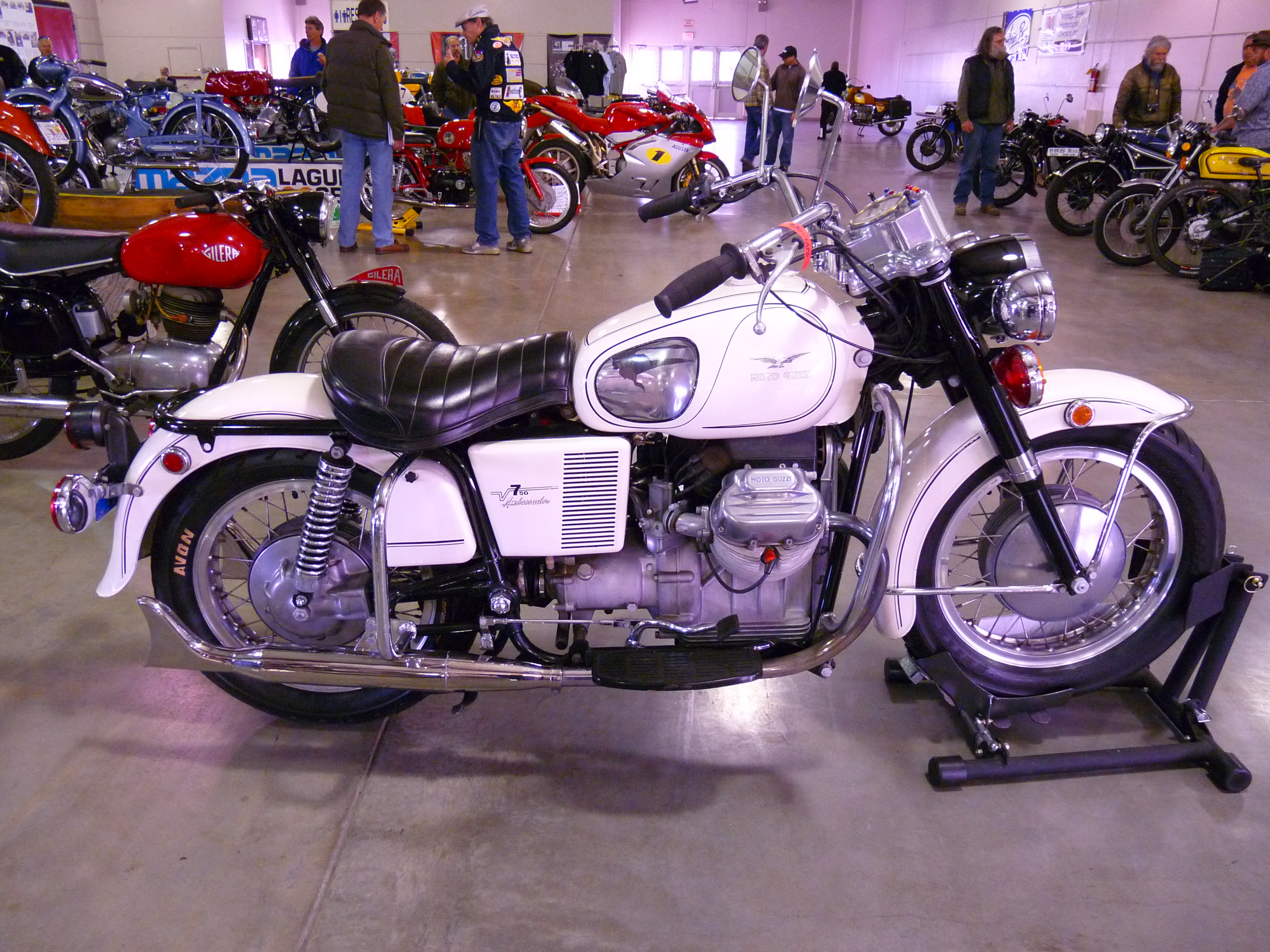
V7 Ambassador (1969–1970)

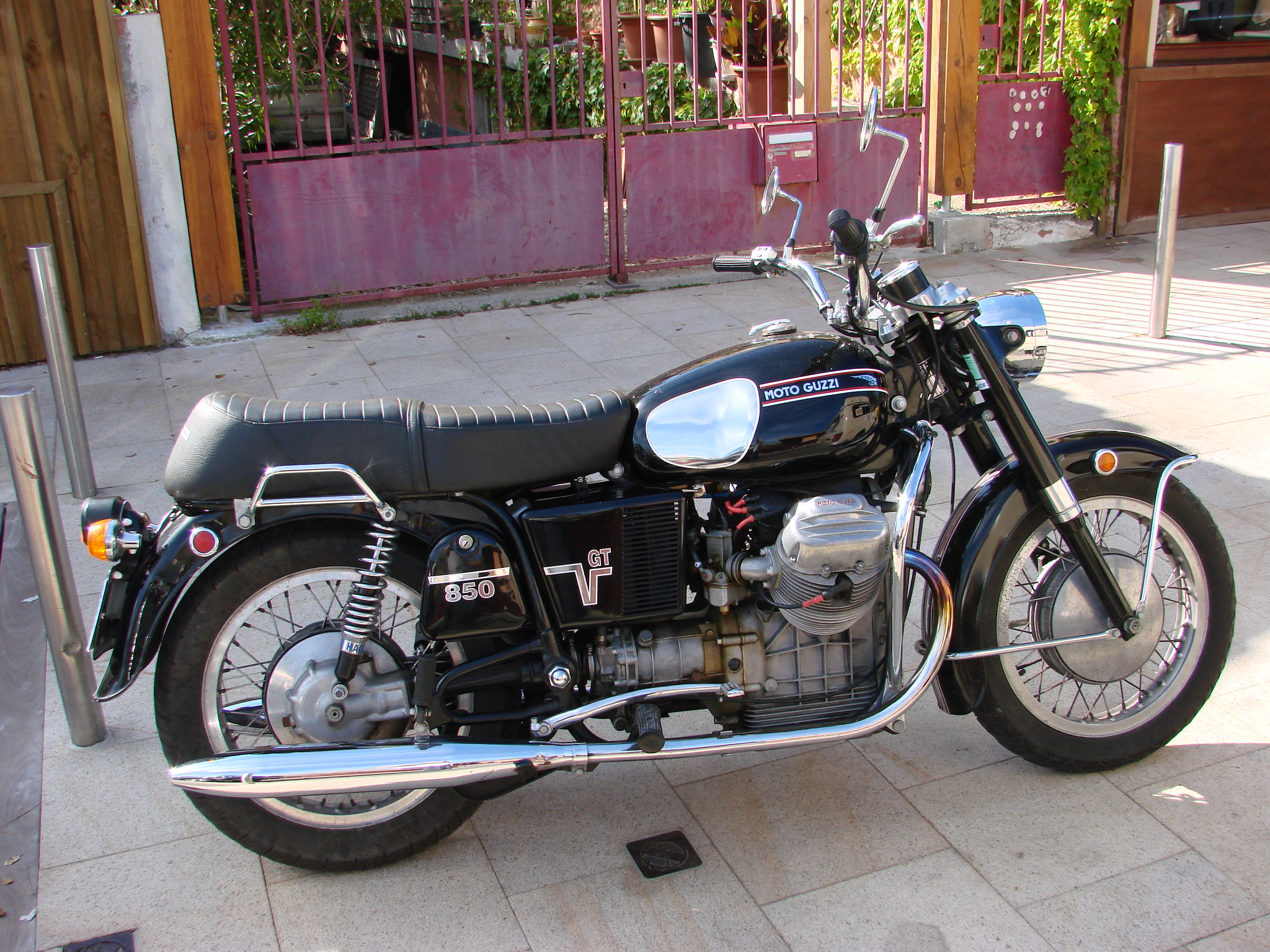
V7 850 GT (1972–1974)

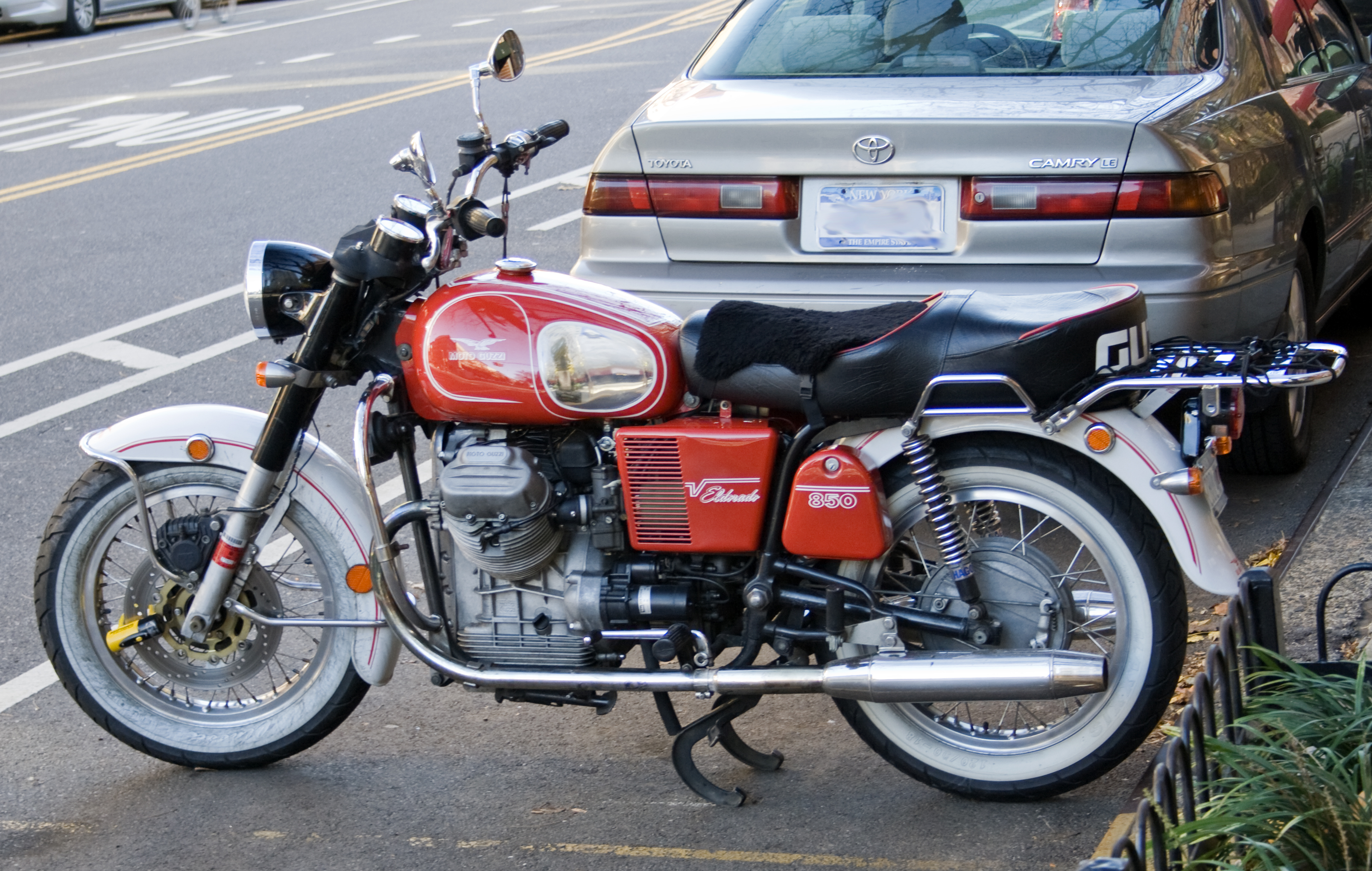
850 Eldorado (1972–1974)

Die Moto Guzzi V7 ist ein Motorrad, das der italienische Hersteller Moto Guzzi von 1967 bis 1974 baute. „V“ steht für den ab diesem Modell typischen, längs eingebauten 90-Grad-V2-Motor, die Zahl „7“ weist auf den anfänglichen Hubraum des Motors von annähernd 700 cm³ hin – eine Tradition, die mit vielen Ausnahmen bis zu den heutigen Modellen fortbesteht.

## Geschichte
Nach dem Tod des Moto-Guzzi-Mitgründers und -Eigners Giorgio Parodi 1955 beschloss dessen Bruder Enrico, der bereits 1942 in das Unternehmen eingestiegen war und nach Kriegsende offiziell die Geschäftsführung übernommen hatte, 1957 den Rückzug aus dem Straßenrennsport und stoppte die Entwicklung von grundlegend neuen Motorkonstruktionen. Die Entwicklungsabteilung von Moto Guzzi unter der Leitung von Giulio Cesare Carcano arbeitete fortan in Absprache mit dem bereits im Ruhestand stehenden Carlo Guzzi an einem zwangsluftgekühlten V2-Motor mit einem Zylinderwinkel von 90°. Moto Guzzi hoffte auf Aufträge des italienischen Heeres oder der Polizei und versuchte auch als Lieferant in der Automobilindustrie Fuß zu fassen, indem dieser V2-Motor dem Automobilhersteller Fiat in zwei Versionen für dessen Kleinwagen Nuova 500 und 600 anbot. Fiat interessierte sich zunächst für das Projekt, verwarf es jedoch bald wieder.
1959 wurde Moto Guzzi der Auftrag erteilt, ein geländetaugliches dreirädriges Transportfahrzeug für die Gebirgsjägereinheiten (cacciatori alpini oder abgekürzt nur „Alpini“) der italienischen Armee zu entwickeln. Unter der Leitung des Ingenieurs Antonio Micucci entstand das Motordreirad „Mulo Meccanico“ mit längs eingebautem, zwangsluftgekühltem V2-Viertaktmotor mit 90° Zylinderwinkel und 754 cm³ Hubraum, wovon jedoch von 1959 bis 1963 nur insgesamt 220 Stück bestellt wurden.
Anfang der 1960er Jahre bekundeten diverse Polizeicorps, vor allem im US-Bundesstaat Kalifornien, vermehrt Interesse an Polizei-Motorrädern aus Europa. Als die italienische Verkehrspolizei (Polizia Stradale) 1964 einen Auftrag für ein schweres Polizeimotorrad ausschrieb, entwickelte die Moto-Guzzi-Abteilung unter Carcano auf Basis der Vorarbeiten an V2-Aggregaten die V7 genannte Polizeimaschine mit einem Hubraum von 703 cm³ und einer Nennleistung von 32 kW (43 PS). Ende 1965 wurde die V7 der Polizia Stradale der Öffentlichkeit präsentiert und fand allgemein großen Anklang. Daraufhin stellte Carcano berühmten Motorradjournalisten wie Carlo Perelli oder Ernst „Klacks“ Leverkus nebst einem seriennahen Prototyp auch eine frühe Sportversion für Testfahrten zur Verfügung. Das ebenfalls sehr positive Echo dieser Tests hatte zur Folge, dass weitere Bestellungen aus den USA und der Türkei eintrafen.
Laut einigen Quellen habe Carcano wohl das V7-Projekt relativ eigenmächtig vorangetrieben und die Inhaberfamilie um Enrico Parodi sei nicht bereit gewesen, die für die Serienproduktion notwendigen Investitionen zu tätigen. 1966, kurz nach der Aufnahme der Serienfertigung der V7, meldete Moto Guzzi Insolvenz an. Der Konkursverwalter Arnaldo Marcantonio des IMI (Istituto Mobiliare Italiano) verordnete eine drastische Restrukturierung, worauf die beiden Kader der Entwicklungsabteilung, Giulio Cesare Carcano und Enrico Cantoni, das Unternehmen verließen. Nach der Übernahme von Moto Guzzi durch die dafür eigens ins Leben gerufene, staatlich kontrollierte Holding SEIMM (Società Esercizio Industrie Moto Meccaniche) am 1. Februar 1967 ging es mit Moto Guzzi und der V7 weiter, ab dem Sommer 1967 war sie in einer zivilen Version in Italien erhältlich. Sie wurde dort für 725.000 Lire (ca. 4.600 DM) angeboten. Nebst den Polizeimaschinen entstand ebenfalls eine Militärversion V7 Militare.
1969 ersetzte das stärkere Modell V7 Special mit um 50 cm³ größerem Hubraum die V7. Gleichzeitig erschien die V7 Ambassador für den US-amerikanischen Markt. Sie war farblich anders als die V7 Special gestaltet und hatte eine andere Instrumentierung und Bedienung. 1971 hieß das US-Modell V7 California.
1971 kam das Modell V7 Sport mit etwas verkleinertem Hubraum, aber höherer Leistung und Fünfganggetriebe dazu. Außerdem waren Rahmen, Tank, Zündung und Lichtmaschine moderner gestaltet. Mit dem Auslauf der V7 Special endete die Fertigung der 750er-Modelle.
1972 wurde die V7 850 GT eingeführt. Ihr Rahmen entsprach dem der V7 Special, aber der Hubraum des Motors war um 100 cm³ größer, die Leistung stieg geringfügig an und es gab ein Fünfganggetriebe. Auch die V7 California erhielt den größeren Motor und hieß nun V7 California 850. 1974 wurden beide Modelle aus dem Programm gestrichen. Die Nachfolgerin 850 T kam auf den Markt.

## Technik

### Motor und Antrieb
Die V7 hat einen längs eingebauten luftgekühlten V2-Viertaktmotor mit 90° Zylinderwinkel. Auf dem hinteren Stumpf der zweifach gelagerten Kurbelwelle befindet sich eine Zweischeiben-Trockenkupplung, über die die Motorkraft an ein separates, schrägverzahntes Vierganggetriebe weitergeleitet wird. Das Getriebe wird mit einer Schaltwippe an der rechten Motorseite geschaltet; der erste Gang liegt unten. Mit dem Hinterrad ist das Getriebe durch eine Kardanwelle verbunden.
Die beiden hängenden Ventile pro Zylinder werden über Stößel, Stoßstangen und Kipphebel von der unten liegenden Nockenwelle gesteuert. Die Batteriezündung (Batterie: 12 V / 32 Ah) besteht aus einer unter dem Tank eingebauten Zündspule und einem Verteiler auf der rechten Motorseite.
Das Gemisch wird von zwei Flachstromvergasern mit 29 mm Durchlass und Rundschieber (V7 Special und V7 850 GT: Rechteckschieber) aufbereitet. Die V7 Militare ist mit der Ur-V7 der Polizei bis auf die geänderte Verdichtung und der daraus folgenden geringeren Leistung identisch, kann jedoch mit Benzin von geringerer Oktanzahl betrieben werden. Die verchromten Auspuffrohre sind separat an beiden Maschinenseiten nach hinten gezogen und enden in Schalldämpfern in Zigarrenform (V7 850 GT: Tütenform).

### Rahmen und Fahrwerk
Die V7 hat einen Doppelschleifen-Rohrrahmen mit geschlossenem Heckbogen. Die Hinterradschwinge hat zwei Federbeine, die sich am Heckausleger abstützen. Das Vorderrad wird von einer Teleskopgabel mit Schutzrohren über den Standrohren geführt.

### Tank
Der Benzintank der V7 hat ein Volumen von 20 Litern, der der anderen Modelle von 22,5 Litern.

### Räder und Bremsen
Die 18″-Räder sind als Drahtspeichenräder ausgeführt und haben Vollnaben-Trommelbremsen, vorne als Duplexbremse. Die hintere Bremse wird über einen Fußhebel an der linken Motorseite (V7 Ambassador und V7 California: rechte Motorseite) und ein Gestänge betätigt, die vordere mit einem Seilzug vom Lenker aus.

### Werkstoffe
Motor- und Getriebegehäuse, die Zylinder und Zylinderköpfe sind aus Aluminium gefertigt. Der Rahmen, die Vorderradgabel und die Hinterradschwinge sind aus Stahlrohr, der Tank, die Seitenfächer und die Schutzbleche sind aus lackiertem Stahlblech.

### Lackierung, Oberflächenbehandlung und Embleme
Der Rahmen einschließlich Hinterradschwinge und Teleskopgabel sowie der Scheinwerfer sind meistens schwarz lackiert. Bei der V7, der V7 Special und den US-Modellen ist der Tank verchromt und teillackiert, bei der V7 850 GT ist er lackiert. Die Schutzbleche sind lackiert.
Die V7, als Prototyp 1965 noch in silbergrauer Lackierung vorgestellt, wurde in Rot, später auch in Weiß ausgeliefert. Die V7 Special war meistens weiß lackiert. Behördenmaschinen wurden nach Bedarf olivgrün oder dunkelblau lackiert.
An den Tankseiten der V7, der V7 Special, der V7 850 GT und der US-Modelle finden sich Moto-Guzzi-Embleme in unterschiedlichem Design als Abziehbilder. Dabei wird darauf geachtet, dass der „Aquila“ (Adler) auf jeder Fahrzeugseite stets in Fahrtrichtung blickt. Bei allen Modellen sind die Typenbezeichnungen als Abziehbilder auf den Seitendeckeln angebracht.

### Technische Daten
| Typ                     | V7 (V7 Militare)                  | V7 Special V7 Ambassador V7 California | V7 850 GT 850 Eldorado 850 California |
| Bauzeitraum             | 1967–1969                         | 1969–1971                              | 1972–1974                             |
| Hubraum                 | 703,7 cm³                         | 757,5 cm³                              | 844,0 cm³                             |
| Bohrung × Hub           | 80 mm × 70 mm                     | 83 mm × 70 mm                          | 83 mm × 78 mm                         |
| Verdichtung             | 9,0 : 1 (7,2 : 1)                 | 9,0 : 1                                | 9,2 : 1                               |
| Nennleistung            | 40,0 PS / 29,4 kW (35 PS / 25 kW) | 49,0 PS / 36,0 kW                      | 51,0 PS / 37,5 kW                     |
| – bei Drehzahl          | 6000/min                          | 6500/min                               | 6000/min                              |
| Getriebe                | 4-Gang                            | 4-Gang                                 | 5-Gang                                |
| Radstand                | 1445 mm                           | 1470 mm                                | 1470 mm                               |
| Maße (L × B × H)        | 2230 mm × 795 mm × 1050 mm        | 2245 mm × 830 mm × 1070 mm             | 2245 mm × 830 mm × 1070 mm            |
| Leergewicht (trocken)   | 234 kg                            | 228 kg                                 | 235 kg                                |
| Radgröße vorne / hinten | 4,00″ × 18″ / 4,00″ × 18″         | 4,00″ × 18″ / 4,00″ × 18″              | 4,00″ × 18″ / 4,00″ × 18″             |
| Höchstgeschwindigkeit   | 155 km/h                          | 175 km/h                               | 165 km/h                              |
| Benzinverbrauch         | ca. 7,30 l/100 km                 | ca. 7,80 l/100 km                      | ca. 6,50 l/100 km                     |

## Testfahrten der Zeitschrift Motorrad
Am 27. November 1967 initiierte Ernst Leverkus von der Zeitschrift Das Motorrad eine Langstreckentestfahrt von Hamburg nach Wien. Der Fahrer startete um 00.00 Uhr in Hamburg und erreichte um 14.11 Uhr nach 1383 km Wien, was einem Schnitt von 98 km/h – einschließlich Tankpausen – entspricht. Die eingesetzte V7 absolvierte die Testdistanz ohne Defekte und erwies sich damit als vollgasfest, was damals auch bei großen Motorrädern nicht selbstverständlich war.
Fast zwei Jahre später, am 27. September 1969, ließ Leverkus die Fernfahrt wiederholen, wobei zwei V7 Ambassador und ein V7-Motorradgespann eingesetzt wurden. In Wien drehten alle Maschinen um und fuhren nach Hamburg zurück. Während das Motorradgespann nach insgesamt 1700 km bei Rosenheim mit gerissenem Tank liegen blieb, erreichten die beiden Solomotorräder Hamburg und machten sich wieder auf den Weg Richtung Wien. Nach 24 Stunden wurde die Fahrt für beide Motorräder abgebrochen. Eine Maschine hatte bis dahin 2766 km zurückgelegt, was einem Schnitt (einschl. Pausen) von 115,3 km/h entspricht. Die andere brachte es auf 2827 km, was einem Schnitt (einschl. Pausen) von 119,1 km/h entspricht. An allen drei Motorrädern traten Risse in den zu den Zylinderköpfen führenden Ölleitungen auf, die aber vor Ort repariert werden konnten. Weitere Defekte traten nicht auf. Damit war erneut die Zuverlässigkeit und Leistungsfähigkeit dieser Motorräder nachgewiesen.

## Weltrekorde

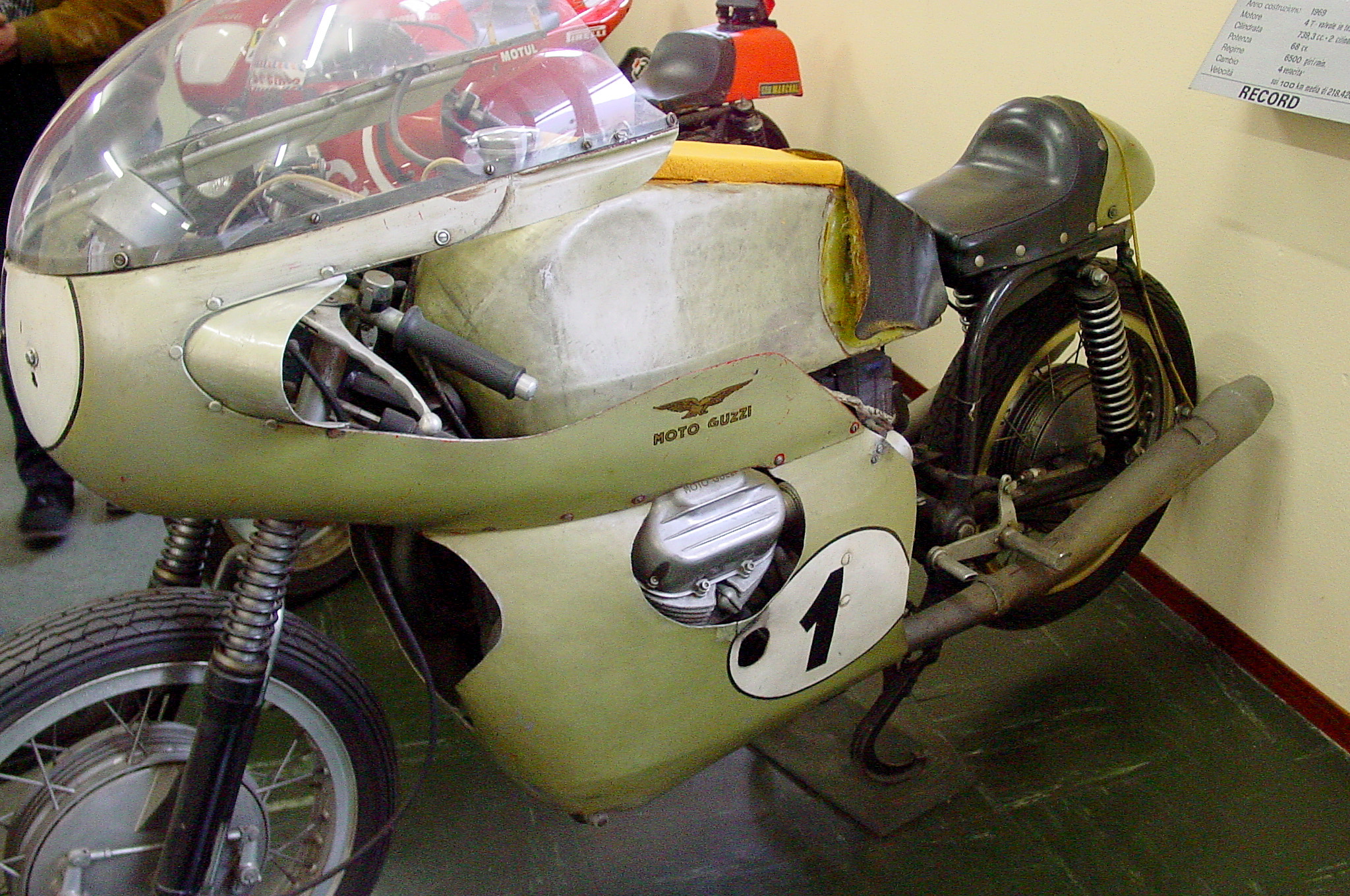
Der V7-Prototyp, mit dem 19 Weltrekorde aufgestellt wurden (1969)

1969 entwickelte der neue Entwicklungsleiter Lino Tonti (1920–2002) im Auftrag von Moto Guzzi einen experimentellen Prototyp auf Basis der V7 Special, der insgesamt 19 Weltrekorde aufstellte. Die Versuchsfahrten fanden im Juni und Oktober mit den Fahrern Remo Venturi, Silvano Bertarelli, Vittorio Brambilla, Guido Mandracci, Alberto Pagani, Roberto Patrignani, Angelo Tenconi und Franco Trabalzini auf dem Hochgeschwindigkeitsoval des Autodromo Nazionale di Monza statt. Unter anderem wurden dabei neue Weltrekorde für die 750- und 1000-cm³-Klasse über die Distanz von 100 und 1000 km aufgestellt, mit Durchschnittsgeschwindigkeiten von 218,426 bzw. 205,932 km/h.

## Trivia
Im Film James Bond 007 – Diamantenfieber von 1971 fährt James Bond (gespielt von Sean Connery) in einer Szene eine als kalifornische Polizeimaschine umgebaute zivile V7 Ambassador.
In der zehnteiligen Fernsehserie Long Way Home von 2025 fährt Ewan McGregor auf einer rund fünfzig Jahre alten, restaurierten 850 Eldorado.